# پدانگ سیدمپوان
پدانگ سیدمپوان (اندونزیایی: Padang Sidempuan) شهری در استان سوماترای شمالی کشور اندونزی است. جمعیت این شهر بر اساس سرشماری سال ۱۹۹۰ میلادی، ۹۱٫۱۵۳ نفر و بر اساس سرشماری سال ۲۰۰۰ میلادی، ۹۷٫۵۰۵ بوده که در سال ۲۰۰۷ میلادی به ۱۰۱٫۴۴۳ نفر افزایش یافته‌است.